# Goldsmith's
Goldsmith's was een warenhuis dat in 1870 in Memphis, Tennessee, werd opgericht door de Duitse immigrantenbroers Jacob en Isaac Goldsmith. Het groeide uit tot een keten die zich vooral in het grootstedelijk gebied van Memphis bevond, totdat in 2005 de naam werd opgeheven en vervangen door Macy's. De Goldsmith-winkels werden later samengevoegd met de Macy's Central-divisie van Federated, gereorganiseerd tot Macy's South en tegenwoordig gehuisvest in een anders ingedeelde Macy's Central, waarbij de huidige divisie de winkels omvat.

## Geschiedenis
In 1870 openden de broers Goldsmith met een investering van $ 500 een textielwinkel op Beale Street 163. In 1895 verhuisde de winkel naar een groter pand op Main Street 125, waar het gedurende het grootste deel van de 20e eeuw gevestigd was. In 1952 renoveerde Goldsmith's zijn vestiging in het stadscentrum. Het breidde uit naar het aangrenzende voormalige Gayoso Hotel en voegde een nieuwe voorgevel toe. De winkel in het stadscentrum werd in 1993 gesloten.
Het warenhuis begon in de jaren 1960 met de bouw van vestigingen in de buitenwijken, te beginnen met de drie verdiepingen tellende winkel in Oak Court op de hoek van Poplar en Perkins, die in 1961 werd geopend. Deze locatie werd begin jaren 1970 uitgebreid met een uitbouw van drie verdiepingen, direct ten westen van de bestaande winkel. De bovenste twee verdiepingen van dit gebouw dienden als parkeerplaats, terwijl de onderste verdieping verbonden was met de eerste verdieping van de bestaande winkel en diende als extra winkelruimte. Eind jaren 1970 breidde Goldsmith's opnieuw uit met een toevoeging van het oorspronkelijke gebouw aan de noordkant. Deze uitbreiding omvatte 2 verdiepingen bovengrondse winkelruimte. De Oak Court Mall werd in 1988 geopend en was verbonden met het vrijstaande Goldsmith's. Tegelijkertijd werd er ten noorden van het oorspronkelijke gebouw nog een winkelruimte van twee verdiepingen bijgebouwd. Hier kwam uiteindelijk de meubelafdeling van Goldsmith's. Hiermee kwam de winkel op bijna 37.000 m² winkelruimte, nu een van de grootste Macy's-vestigingen in het land.
Goldsmith's bleef uitbreiden met de bouw van zijn 12.000 m² grootte locatie in de Southland Mall, geopend op 23 augustus 1966. In augustus 1971 werd de vierde Goldsmith's-winkel geopend, gevestigd in de nieuwe Raleigh Springs Mall in het noorden van Memphis. In 1978 bezette Goldsmiths 74.000 m² winkelruimte en 19.000 m²   magazijnruimte in de stad. 
In 1981 opende Goldsmith's zijn vijfde winkel in de nieuwe Hickory Ridge Mall in het zuidoosten van Memphis.
De eerste Goldsmith's-winkel die buiten de stad Memphis werd gebouwd, was in de Old Hickory Mall in Jackson, Tennessee, ongeveer 136 kilometer van Memphis.
De laatste Goldsmith's-winkel die gebouwd werd, was in de Wolfchase Galleria en werd in 1997 geopend.
Goldsmith's werd in 1959 overgenomen door Federated Department Stores en in 1988 toegevoegd aan een divisie met hoofdkantoor in Atlanta, Georgia, onder leiding van de keten Rich's uit die stad. In 1995 werd de divisie uitgebreid met Lazarus, gevestigd in Cincinnati, Ohio, en in 2003 werd de hele divisie een co-branding met Macy's. Toen de naam werd gewijzigd in Macy's, waren er nog vijf Goldsmith's-winkels over. Het huidige vrijwilligersprogramma voor Macy's-medewerkers, Partners in Time, werd in 1989 opgericht bij Goldsmith's (en Rich's) als een manier om iets terug te doen voor de gemeenschap.
Een van de populaire slogans van de winkel was "Memphis' Greatest Store". Deze slogan stond al op de buitenkant van de winkel in het Oak Court Mall voordat de naam werd gewijzigd. Andere veelgebruikte slogans zijn onder meer "All about the South", " Mid-South tradition since 1870" en, meest recent, "Time after Time".

## Logo
Het beroemde logo in cursief schrift werd in oktober 1946 ontworpen door Margaret Grace, een reclamemedewerkster van Goldsmith's. Halverwege de jaren 90 werd een vernieuwd logo uitgebracht, met schreefloze tekst en een nieuwe slogan: "Time After Time". Het oude logo is nooit vervangen op de bestaande winkels, maar het nieuwe logo werd wel geïnstalleerd toen de nieuwe winkel in Wolfchase werd gebouwd. Na publieke verontwaardiging over het ontbreken van het klassieke logo op de nieuwe locatie, werd het schreefloze logo na een paar weken verwijderd en vervangen door het klassieke cursieve logo. Dat logo bleef op alle winkels staan tot de naamsverandering van Macy's. Hoewel het schreefloze logo niet op de winkelgebouwen zelf werd gebruikt, werd het wel prominent in televisie- en radioreclames getoond. In 2005 werd er een korte tijd lang een samengevoegd ‘Goldsmith’s-Macy’s’-logo getoond in advertenties. 

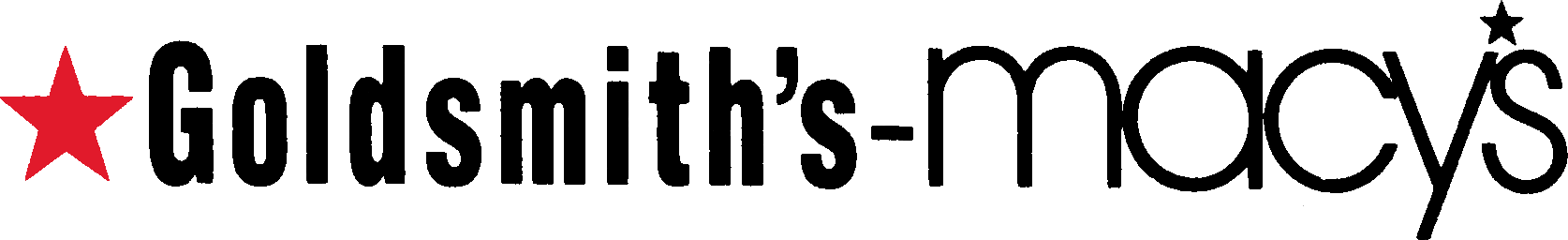
Goldsmith's-Macy's overgangslogo

## Sluitingen
Twee Goldsmith's-vestigingen, in het centrum en in Raleigh Springs, werden gesloten voordat Macy's hun merknaam omzette. De vestiging in Raleigh Springs werd in 2003 gesloten en is sindsdien samen met de rest van het winkelcentrum afgebroken. Van de overige 5 winkels werden Hickory Ridge en Southland gesloten na de naamswijziging naar Macy's.
De vestiging in Hickory Ridge werd op 5 februari 2008 gesloten, nadat een tornado het winkelcentrum rechtstreeks trof tijdens de tornado-uitbraak op Super Tuesday. Macy's koos ervoor de noodzakelijke reparaties niet uit te voeren en in plaats daarvan de winkel permanent te sluiten. 
De vestiging van Macy's in de Southland Mall werd in 2015 gesloten als gevolg van de herstructurering van verschillende vestigingen van Macy's. 
De winkel in Jackson, Tennessee is in 2021 gesloten.
In 2021 waren de winkels in Oak Court en in de Wolfchase Galleria de overgebleven winkels, die nog steeds onder de naam Macy's opereerden.